# Psalm 139
Psalm 139 is een psalm uit de Psalmen in de Hebreeuwse Bijbel. In de Septuagint en de Vulgaat heet zij  Psalm 138, in het Latijn wordt vers 2 als titel gebruikt: Domine probasti me et cognovisti me.
De psalm vangt aan met het opschrift Voor de koorleider. Van David een psalm. De psalm was oorspronkelijk een tekst die op melodie was gezet en die instrumentaal begeleid werd, een zogenoemde contrafact. De toeschrijving aan David is een interpretatie vanuit de tradities van het jodendom en het christendom.

## Genre
In Psalm 139 komen diverse lofprijzingen voor die maken dat de term lofpsalm vaak genoemd wordt als genre en in elk geval op onderdelen wel wordt ondersteund.
Omdat er ook beklag in klinkt komt de term klaagpsalm eveneens voor. Hiertegen spreekt dat er niet over specifieke thema's geklaagd word, zoals vervolging of persoonlijk lijden. Het beklag dat wel klinkt blijft dan passen in een vrome opstelling van de psalmist. Omdat de psalm eindigt met dit beklag, is de term dankpsalm niet juist. Daarbij moet ervan worden uitgegaan dat de psalm niet zo geredigeerd is, dat de laatste verzen niet het oorspronkelijke einde zijn.

## Inhoud en interpretatie
De tekst van Psalm 139 prijst de alomtegenwoordigheid van God, die wordt geadresseerd met de Godsnaam JHWH. De auteur beschrijft God als Degene die zijn nieren vormde, hem weefde in de moederschoot. Dit kan worden opgevat als het ontstaan van de psalmist. Enkele verzen tonen echter ook wel verwijzingen naar de schepping van de mens in het algemeen.. Daarnaast vermoedt men dat met de moederschoot, het duister en de nacht symbool staan voor het dodenrijk.. In die lijn staat nieren symbool voor het binnenste, het geweten.
Van de verwijzingen naar de schepping en specifiek naar Adam is het woord גָּלְמִ֚י (galmi) het in vers 16 het sterkste. In de Nederlandse versie wordt dit vaak vertaalt met vormeloos begin of woorden van dezelfde strekking. Het Hebreeuwse woord גָּלְמִ֚י heeft in de joodse context echter een specifiekere betekenis en verwijst naar een golem. Daarnaast heeft het een duidelijk suffix dat bezit aanduid, in dit geval van (God).  
In de laatste verzen besluit de psalm met een (schijnbare) tegenstelling. De psalmist vraagt of hij niet moet haten. Namelijk hen die God haten. Haten heeft in het Hebreeuws meerdere connotaties die variëren van een diepe gevoelens van afkeer tot een gebrek aan liefde. In een behoudender interpretatie kan hierin de spanning worden gelezen die verbonden is aan de overgave aan het kiezen voor God en dus tegen Diens tegenstanders.

## Gebruik

### Jodendom
In het jodendom begint de Thora-cyclus met de Parasja Beresjiet. Deze bevat psalsm 139 bevat. 

### Rooms-Katholieke Kerk
In de rooms-katholieke diensten wordt de psalm traditioneel gezongen of gelezen tijdens de vespers, het avondgebed.. 

### Protestante denominaties
In protestante kringen wordt Psalm 139 (berijmd) gezongen bij de voorbereiding voor het Heilig Avondmaal en op de zondag van de Drie-eenheid van God
1 · 2 · 3 · 4 · 5 · 6 · 7 · 8 · 9 · 10 · 11 · 12 · 13 · 14 · 15 · 16 · 17 · 18 · 19 · 20 · 21 · 22 · 23 · 24 · 25 · 26 · 27 · 28 · 29 · 30 · 31 · 32 · 33 · 34 · 35 · 36 · 37 · 38 · 39 · 40 · 41 · 42 · 43 · 44 · 45 · 46 · 47 · 48 · 49 · 50 · 51 · 52 · 53 · 54 · 55 · 56 · 57 · 58 · 59 · 60 · 61 · 62 · 63 · 64 · 65 · 66 · 67 · 68 · 69 · 70 · 71 · 72 · 73 · 74 · 75 · 76 · 77 · 78 · 79 · 80 · 81 · 82 · 83 · 84 · 85 · 86 · 87 · 88 · 89 · 90 · 91 · 92 · 93 · 94 · 95 · 96 · 97 · 98 · 99 · 100 · 101 · 102 · 103 · 104 · 105 · 106 · 107 · 108 · 109 · 110 · 111 · 112 · 113 · 114 · 115 · 116 · 117 · 118 · 119 · 120 · 121 · 122 · 123 · 124 · 125 · 126 · 127 · 128 · 129 · 130 · 131 · 132 · 133 · 134 · 135 · 136 · 137 · 138 · 139 · 140 · 141 · 142 · 143 · 144 · 145 · 146 · 147 · 148 · 149 · 150 · 151